# 1952년 동계 올림픽 아르헨티나 선수단
1952년 동계 올림픽 아르헨티나 선수단은 노르웨이 오슬로에서 개최된 1952년 동계 올림픽에 참가한 올림픽 아르헨티나 선수단이다.

## 참고 자료
- (영어) “Argentina at the 1952 Oslo Winter Games”. SR/Olympic Sports. 2008년 12월 29일에 원본 문서에서 보존된 문서. 2011년 10월 8일에 확인함.
- (ed.) Rolf Petersen (1952). 《The Official Report of the Organising Committee of the VIth Winter Olympic Games 1952 at Oslo》 (PDF). 오슬로. 2007년 9월 30일에 원본 문서 (PDF)에서 보존된 문서. 2008년 1월 31일에 확인함.